# Jalapa (departementshuvudort)
Jalapa är en departementshuvudort i Guatemala.   Den ligger i departementet Departamento de Jalapa, i den centrala delen av landet, 60 km öster om huvudstaden Guatemala City. Jalapa ligger 1 373 meter över havet och antalet invånare är 45 834.
Terrängen runt Jalapa är huvudsakligen kuperad, men den allra närmaste omgivningen är platt. Runt Jalapa är det ganska tätbefolkat, med 185 invånare per kvadratkilometer. Jalapa är det största samhället i trakten. I omgivningarna runt Jalapa växer huvudsakligen savannskog.